# 費南多·柯巴托
費南多·荷西·柯巴托（西班牙語：Fernando José Corbató，1926年7月1日—2019年7月12日），又譯為費爾南多·考巴托，暱稱為科比·柯巴托（Corby Corbató），生於加利福尼亚州奧克蘭，美國計算機科學家，發展了分時作業系統，為1990年圖靈獎得主。他曾領導了CTSS與Multics計畫。

## 生平
1950年，取得加州理工學院碩士學位。1956年，成為麻省理工學院物理學博士。在畢業後，他進入麻省理工學院計算機中心工作，並在1965年成為教授。1961年，主導建立第一個分時作業系統，相容分時系統（CTSS）。在這個系統中，要使用一個指令LOGIN，來登入系統，同時使用密碼（passwords）來作為檔案存取保護，這是首次在電腦上使用密碼作系統保護。
1990年，獲得圖靈獎，得獎理由為：組織起一個通用的、大規模、分時、共用資源的電腦系統的概念，並領導它的發展實作，因為這些先瞻性工作而獲得此獎。
2012年，成為计算机历史博物馆院士。

## 家庭
柯巴托有二段婚姻：他曾與Emily結婚，生下兩個女兒，卡洛琳·柯巴托（Carolyn Corbató）與南西·柯巴托（Nancy Corbató）。
他與Isabel結婚後，擁有兩個繼子，大衛·季許（David Gish）與傑森·季許（Jason Gish）。

## 逸事
柯巴托曾說過一段話，被人稱為柯巴托定理（Corbató's Law）：
|  | 在一段固定時間內，不管他使用的是什麼程式語言，一個程式員能寫作的原始碼行數是固定的。 |